# كاترينا أنتونوفيتش
كاترينا ميخائيليفنا أنتونوفيتش ( تعرف بـ سيريبرياكوفا، (بالأوكرانية: Катерина Михайлівна Антонович (Серебрякова))‏، 23 أكتوبر 1884 - 22 فبراير 1975) هي فنانة أوكرانية ورسامة لكتب الأطفال وأستاذة لتاريخ الفن. كانت نشطة في المنظمات النسائية والمجتمعية الأوكرانية.

## حياتها
ولدت كاترينا سيريبرياكوفا عام 1884 في خاركيف. ودرست في مدرسة خاركيف الحكومية للفنون لكنها لم تتخرج. التحقت لاحقًا بدورة العلوم الطبيعية في جامعة بافلوف الطبية الحكومية الأولى في سانت بطرسبرغ (ثم المعهد الطبي للنساء) ودرست لمدة أربع سنوات. كانت مهتمة بالسياسة الأوكرانية منذ سن مبكرة، وأصبحت عضوًا في الحزب الثوري الأوكراني (RUP). بعد زواجها من دميترو أنتونوفيتش، انتقلت إلى كييف حيث حضرت دروس الرسامين فاسيل كريتشيفسكي وميخايلو بويشوك في الأكاديمية الوطنية للفنون البصرية والهندسة المعمارية. وقامت بتدريس الرسم في معهد رشيششيف التربوي ورسمت العديد من كتب الأطفال.